# ADULT 24歳の恋
『ADULT 24歳の恋』（アダルト にじゅうよんさいのこい）は、2011年公開の日本映画。R-15指定映画。

## 概要
性格ブスの女性の叶わない恋と望まない処女喪失を描いた切ない悲哀の映画。2011年1月29日よりヒューマントラストシネマ渋谷、2月12日より高槻ロコ9プラスシネマで1週間限定でレイトショー公開。主演のあんりは元中野風女シスターズで金井アヤから改名した再デビュー作であり、劇中で5分にも及ぶ濡れ場をフルヌードで演じている。本作のポスターは漫画家・中村珍によって描かれている。
キャッチコピーは「人間は行動を約束することはできるが、感情は約束できない。」

## ストーリー
性格ブスで無職の女性、木村多美子は自分を変えようと思い立ち、まず処女喪失をしようと出会い系サイトで知り合った誠とホテルへ連れ込むものの、実は誠は同性愛者だった。

## キャスト
- 木村多美子 - あんり
- 誠 - 藤沢大悟
- 和也（ゲイ小説家） - 草野イニ
- ギャル - 大橋沙代子
- 出版社の女 - 西野翔
- 老婆 - 内田春菊
- スズキ - 有山尚宏
- サトウ - 池口十丘衛
- スカウト - 田辺愛美
- 喫茶店の男 - 世良優樹

## スタッフ
- 製作 - 山田浩貴
- 企画・プロデュース・脚本・監督 - 中町サク
- プロデューサー - 西健二郎、天野裕充
- 撮影 - 藤本裕武
- 録音 - 大塚祐治
- VE - 口羽宏宗
- 編集 - 中町サク、天野裕充
- 音響効果 - SLJ
- 美術 - 野尻郁子
- ヘアメイク - 野本滋代
- スタイリスト - 松村礼子
- スチール - 高橋新
- ポスタービジュアル - 中村珍
- 写真協力 - 森下くるみ
- 音楽 - CLASSIC
- 楽曲協力 - 人格ラヂオ
- WEBデザイン - SOUND BOARD[1]
- 美術協力 - NTT docomo
- プロダクション協力 - LMPプロモーション、is、ノックアウト、ファンタスター、アートプロダクション、プライムエージェンシー
- 制作協力 - グランピクス
- 製作 - ミュージアムピクチャーズ